# Джек Алтаузен
Джек Алтаузен (справжнє ім'я Яків Мойсейович; 1907–1942) — радянський поет. Член Спілки письменників СРСР з 1934 року.

## Твори
- Відпускник Артем (поема), 1925 (у співавторстві з А. Ясним)
- Безвусий ентузіаст (лірична поема), 1929
- Ровесникам (вірші), 1930
- Перше покоління (поема), 1932
- Долю приемля (вірші, листи, спогади). Іркутськ, 1990

## Увічнення пам'яті
- На честь Джека Алтаузена якийсь час називалася нинішня вулиця другий Радянська в Іркутську[3].
- Ім'я поета викарбувано на меморіальній дошці в Центральному будинку літераторів у Москві (ЦДЛ).